# Dangerous: The Short Films
Dangerous là tập hợp những video ca nhạc cho các đĩa đơn nằm trong album Dangerous của nam ca sĩ người Mỹ Michael Jackson, được phát hành lần đầu dưới định dạng VHS, Laser Disc và đĩa VCD kép (giới hạn tại châu Á) vào năm 1993 và tái bản dưới dạng DVD vào năm 2000. Ngoài ra, nó còn được kết hợp với album gốc như là một bộ 2 đĩa vào năm 2008.

## Danh sách bài hát
1. "Giới thiệu"
2. "Brace Yourself"
3. "Phản ứng của truyền thông về Black or White"
4. "Black or White"
5. "Black or White: Hậu trường"
6. "Giải Grammy Huyền thoại sống 1993"
7. "Heal the World" (phiên bản Super Bowl XXVII)
8. "Remember the Time: Hậu trường"
9. "Remember the Time"
10. "Will You Be There"
11. "In the Closet: Hậu trường"
12. "In the Closet"
13. "Ryan White"
14. "Gone Too Soon"
15. "NAACP Image Awards"
16. "Jam: Hậu trường"
17. "Jam"
18. "Giới thiệu về Heal the World"
19. "Heal the World"
20. "Give In to Me"
21. "I'll Be There" (quảng cáo Pepsi)
22. "Who Is It"
23. "Dangerous: Hậu trường"
24. "Dangerous"
25. "Kết màn" ("Why You Wanna Trip on Me")

- Lưu ý: Phiên bản thương mại của Pepsi đã có nhiều chỉnh sửa; hầu như những hình ảnh liên quan đến Pepsi trong bản gốc đều được thay thế bằng những hình ảnh và video của Jackson 5.

## Chứng nhận
| Quốc gia    | Chứng nhận  | Doanh số |
| ----------- | ----------- | -------- |
| Úc          | 2× Bạch kim | 30,000   |
| Đức         | Bạch kim    | 50,000   |
| Mexico      | 3× Bạch kim | 100,000  |
| Tây Ban Nha | Vàng        | 10,000   |
| Hoa Kỳ      | 3× Bạch kim | 300,000  |